# Chính phủ Liên hiệp Lâm thời Việt Nam Dân chủ Cộng hòa
Chính phủ Liên hiệp Lâm thời Việt Nam là chính phủ thứ hai của nước Việt Nam Dân chủ Cộng hoà, được thành lập ngày 1 tháng 1 năm 1946 trên cơ sở cải tổ từ Chính phủ lâm thời (chỉ gồm các thành viên Việt Minh), có thêm một số thành viên của Việt Quốc, Việt Cách. Chính phủ này tồn tại đến ngày 2 tháng 3 năm 1946 thì chuyển sang Chính phủ Liên hiệp Kháng chiến, do Quốc hội khóa I cử ra.

## Bối cảnh
Tháng 9 năm 1945, 20 vạn quân Trung Hoa Dân Quốc gồm 4 quân đoàn do tướng Lư Hán làm tổng chỉ huy, theo sự phân công của phe Đồng Minh chia làm hai đường tiến vào miền Bắc giải giáp quân Nhật đã kéo vào đóng quân ở Hà Nội và hầu hết các thành phố, thị xã từ biên giới Việt-Trung đến vĩ tuyến 16. Quân của Tưởng Giới Thạch ngoài nhiệm vụ giải giáp quân Nhật còn nhằm thực hiện ý đồ tiêu diệt Đảng Cộng sản Đông Dương, phá tan mặt trận Việt Minh, giúp các lực lượng đối lập đánh đổ chính quyền do Việt Minh thành lập, thiết lập chính quyền thân Tưởng.
Các tổ chức Việt Quốc (Vũ Hồng Khanh, Nguyễn Tường Tam đứng đầu), Việt Cách (đứng đầu là Nguyễn Hải Thần) cũng nhanh chóng từ Trung Quốc đi cùng quân Tưởng trở về Việt Nam. Thành phần các đảng phái này trong nước không mạnh như Việt Minh.
Theo đại tướng Võ Nguyên Giáp, mục đích của Việt Quốc, Việt Cách để mở đường, tạo dựng cơ sở cho Quân đội Trung Hoa Dân quốc vào Việt Nam, gây xung đột vũ trang với Quân giải phóng và cướp chính quyền các địa phương Dựa vào quân đội Tưởng, Việt Quốc và Việt Cách đã chiếm giữ một số nơi ở Yên Bái, Vĩnh Yên, Móng Cái, liên tục thực hiện các vụ quấy nhiễu, bắt cóc, tống tiến, ám sát, rải truyền đơn, ra báo Việt Nam, Thiết Thực, Đồng Tâm nhằm chỉ trích Việt Minh, phản đối các chính sách của chính quyền Việt Nam Dân chủ Cộng hòa và đòi gạt bỏ các bộ trưởng là đảng viên cộng sản ra khỏi chính phủ mới thành lập. Cũng theo Đại tướng Võ Nguyên Giáp, do sống từ lâu ở nước ngoài, lại không có liên hệ gì với phong trào cách mạng trong nước, nên Việt Quốc, Việt Cách không nhận được sự ủng hộ của người dân. Tại nhiều nơi có quân Tưởng và Việt Quốc, Việt Cách đi qua; các cơ quan chính quyền, đoàn thể, lực lượng vũ trang đều dãn ra xung quanh tránh xô xát lớn. Nhân dân thực hiện "vườn không, nhà trống". Điều này đã khiến cho quân Tưởng gặp nhiều khó khăn trên đường đi, còn Việt Quốc, Việt Cách cũng thất bại trong việc khuếch trương thanh thế cũng như mục đích của mình. Còn theo sử gia Trần Trọng Kim Việt Quốc, Việt Cách tuy có thế lực nhờ quân đội Trung Hoa Dân Quốc hỗ trợ, nhưng không thống nhất và không có kỷ luật chặt chẽ, tuyên truyền nhiều mà không làm được việc gì đáng kể. Thiếu tá Mỹ thuộc OSS, Al Patti sau khi thảo luận với các lãnh đạo Việt Nam Quốc dân Đảng, nhận thấy Việt Nam Quốc dân Đảng tuyệt nhiên không có ý tưởng nào về việc đáp ứng nhu cầu của nhân dân, không một ai có khái niệm về công việc sẽ làm mà chỉ quan tâm đến mục tiêu "chia sẻ quyền lực với Việt Minh". Ông ta nhận xét: "Họ (Việt Nam Quốc dân Đảng) là những kẻ lạc hướng về chính trị, có lẽ vì sống quá lâu ở Trung Quốc".
Tưởng Giới Thạch không có ý định dính líu vào cuộc đấu tranh giành độc lập của Việt Nam. Ông không muốn làm mất lòng Pháp vì Pháp là một cường quốc trong khối Đồng Minh. Ông chủ trương rút hết quân về nước ngay sau khi giải giáp Nhật. Ngược lại tướng Lư Hán xem lập trường của Tưởng là thiển cận vì đi ngược lại các nguyên tắc của Hiến chương Đại Tây Dương đã được Trung Hoa Dân Quốc cam kết ủng hộ. Lư Hán chủ trương đóng quân tại miền Bắc Việt Nam lâu dài, đặt Việt Nam dưới sự bảo trợ của Trung Hoa Dân Quốc để Việt Nam có thể độc lập mà không cần đến sự ủng hộ của Pháp. Trong suốt thời gian đóng quân tại miền Bắc Việt Nam, Lư Hán dùng mọi khả năng của mình để làm thất bại mọi kế hoạch của Pháp giành lại quyền kiểm soát miền Bắc Việt Nam. Người Pháp được đối xử như những người ngoại quốc khác, Pháp không được cử đại diện tham gia vào lễ đầu hàng của Nhật với tư cách một nước trong khối Đồng Minh, các chỉ huy Pháp tại Hà Nội cũng không được Lư Hán công nhận là đại diện của chính phủ De Gaulle. Bộ phận OSS của Mỹ tại miền Bắc Việt Nam cũng từ chối giúp các chỉ huy Pháp thiết lập một hành dinh tại Việt Nam.
Việt Nam Quốc dân Đảng và Đại Việt Quốc dân Đảng ủng hộ quan điểm của Lư Hán về việc Trung Quốc đóng quân lâu dài tại Việt Nam để hỗ trợ cho nền độc lập của Việt Nam còn Việt Cách lại ủng hộ quan điểm của Tưởng Giới Thạch rút hết quân đội Trung Hoa Dân Quốc về nước sau khi giải giáp Nhật để Nguyễn Hải Thần lãnh đạo Việt Nam với sự hỗ trợ của Trung Hoa Dân Quốc.
Trong hai ngày 18 và 19 tháng 9 năm 1945, Việt Minh họp bí mật với Việt Cách (ngày 18/9/1945) và Việt Quốc (ngày 19/9/1945). Trong hai cuộc họp này, Nguyễn Hải Thần đại diện Việt Cách và Nguyễn Tường Tam đại diện Việt Quốc đề nghị Hồ Chí Minh đồng ý hợp nhất Việt Minh với Việt Cách và Việt Quốc. Đối với lời đề nghị này, trong nội bộ Việt Minh có nhiều ý kiến khác nhau. Võ Nguyên Giáp không đồng ý vì cho rằng những đề nghị đó không có giá trị và không thật thà nhưng Hoàng Minh Giám lại nghĩ rằng việc hợp nhất Việt Minh với các đảng phái Quốc gia sẽ làm giảm bớt sự đối lập và tăng cường thế lực cho Việt Minh. Cuối cùng Việt Minh đã từ chối hợp nhất với Việt Cách và Đại Việt Quốc dân Đảng.
Điều làm Hồ Chí Minh lo ngại là trong một số giới, đặc biệt là tầng lớp trung lưu Việt Nam, người ta vẫn xem ông và Việt Minh là cộng sản vì thế ông phải làm mọi cách để thay đổi điều này. Tháng 11 năm 1945, ông quyết định cho Đảng Cộng sản Đông Dương tự giải tán. Về mặt công khai, đảng của ông không còn hiện diện mà chỉ có một bộ phận hoạt động dưới danh nghĩa Hội nghiên cứu chủ nghĩa Mác ở Đông Dương.
Ngày 19 tháng 11 năm 1945, tướng Tiêu Văn đứng ra tổ chức một cuộc hội nghị hòa giải có Việt Nam Quốc dân Đảng, Việt Nam Cách mạng Đồng minh hội và Việt Minh tham gia. Mặt trận Việt Minh đồng ý nhượng bộ với Việt Quốc, Việt Cách. Lãnh đạo Việt Cách Nguyễn Hải Thần được bổ nhiệm vào ghế Phó Chủ tịch Chính phủ. Đồng thời hai ghế bộ trưởng Bộ Y tế và Bộ Vệ sinh, một ghế thứ trưởng Bộ Quốc dân Kinh tế được giao cho các thành viên của Việt Quốc, Việt Cách. Tuy nhiên chức trách các Bộ cũng thay đổi. Bộ trưởng Quốc phòng trở thành người lo về tài chính mà không được xem xét danh sách nhân sự, quân số, súng đạn còn các Bộ trưởng khác của các đảng phái Quốc gia chẳng có chức trách cụ thể gì, không bao giờ được tham dự bất cứ buổi họp nào của nội các.
Ngày 1 tháng 1 năm 1946 Chính phủ Liên hiệp Lâm thời được thành lập thay thế Chính phủ Cách mạng Lâm thời với sự tham gia của một số đảng phái đối lập (Việt Cách, Việt Quốc...) hoạt động ở Trung Quốc với sự bảo trợ của Trung Hoa Quốc Dân Đảng.

## Hoạt động

### Tổng tuyển cử

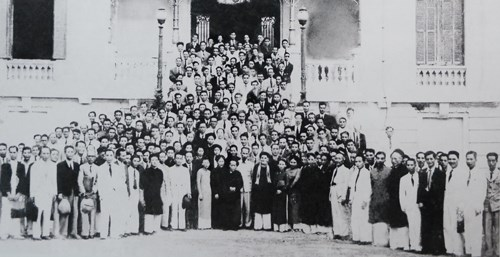
Các đại biểu Quốc hội khóa 1 chụp ảnh cùng Hồ Chủ tịch

Chương trình đối nội đầu tiên của Chính phủ liên hiệp lâm thời là chuẩn bị cho cuộc Tổng tuyển cử và chuẩn bị cho khai mạc Quốc hội. Chính phủ và Việt Minh thực hiện công tác chuẩn bị Tổng tuyển cử trong cả nước, coi đó là cuộc vận động giáo dục và tổ chức quần chúng rộng lớn, thực hiện đại đoàn kết thống nhất dân tộc; đi đôi với đó là quá trình đấu tranh và nhân nhượng hòa giải với các lực lượng chính trị đối lập. Ủy ban dự thảo Hiến pháp đã soạn thảo bạn dự án HIến pháp, sau đó được Hội đồng chính phủ công bố công khai để toàn dân bàn bạc, góp ý.
Ngày 5 tháng 1 năm 1946, Chủ tịch Hồ Chí Minh ra lời kêu gọi quốc dân đi bỏ phiếu để phát huy quyền làm chủ của mình, tự do lựa chọn và bầu ra những đại biểu xứng đáng thay mặt cho toàn dân, qua việc đi bầu cử quốc dân đồng bào đã cho thế giới thấy dân tộc Việt Nam đã "kiên quyết đoàn kết chặt chẽ, kiên quyết chống bọn thực dân, kiên quyết tranh quyền độc lập".
Ngày 6 tháng 1 năm 1946, Chính phủ Liên hiệp Lâm thời do Chủ tịch Hồ Chí Minh đứng đầu đã tổ chức cuộc Tổng tuyển cử trên toàn quốc, lần đầu tiên đã bầu Quốc hội và thông qua Hiến pháp. Cuộc Tổng tuyển cử diễn ra trên cả nước, nhiều địa phương, nhất là ở Nam Bộ, cuộc bầu cử đã diễn ra dưới cảnh bom đạn của Pháp, nhiều cán bộ, chiến sĩ hi sinh khi làm nhiệm vụ Tổng tuyển cử (riêng ở Sài Gòn, Chợ Lớn đã có 42 cán bộ và chiến sĩ hy sinh)
Nhiều đảng phái không có quyền tham gia Tổng tuyển cử đã tìm cách phá hoại. Các đảng này cho là trúng cử chỉ là Việt Minh cộng sản, chính quyền trong tay nên Việt Minh muốn ai trúng cũng được. Mặc dù bị nhiều đảng phái tuyên truyền vận động dân chúng tẩy chay cuộc bầu cử và ngăn cản việc tổ chức bầu cử ở một số nơi, nhưng tại các địa phương, ở đâu cũng có người tự ứng cử, các cuộc tiếp xúc tranh cử công khai, tự do diễn ra ở khắp mọi nơi. Theo Việt Minh, cuộc bầu cử diễn ra công bằng. Tuy nhiên, lá phiếu không bí mật và theo quan sát của sử gia Trần Trọng Kim thì có nơi người dân bị cưỡng bách bầu cho Việt Minh.
Cuộc Tổng tuyển cử đã được toàn dân tham gia rộng rãi, có địa phương đến 90% tổng số cử tri đi bỏ phiếu. Cả nước đã bầu được 333 đại biểu, trong đó có 57% số đại biểu thuộc các đảng phái dân chủ khác nhau, 43% đại biểu không đảng phái (87% số đại biểu là công nhân, nông dân, chiến sĩ cách mạng, 10 đại biểu nữ và 34 đại biểu các dân tộc ít người). Sau khi kết quả bầu cử được công bố, sự thật hoàn toàn không như các đảng phái tuyên truyền. Nhiều đại biểu có uy tín của các giai cấp, tầng lớp, tôn giáo, dân tộc đều trúng cử tại Quốc hội khóa I hầu hết chưa là đảng viên.
Sau cuộc bầu cử, theo thỏa thuận với Việt Minh, phe đối lập bao gồm một số tổ chức như Việt Nam Cách mạng Đồng minh hội và Việt Nam Quốc dân Đảng được Trung Hoa Dân quốc ủng hộ, không tham gia Tổng tuyển cử nhưng vẫn được nắm 70 ghế Quốc hội cùng nhiều vị trí trong chính quyền trung ương do chính sách hòa hợp các đảng phái của Chính phủ. Trong hồi ký Những năm tháng không thể nào quên, đại tướng Võ Nguyên Giáp nhận định các đảng phái này lo sợ thất bại trước sức ủng hộ lớn của cử tri với mặt trận Việt Minh nên không tham gia bầu cử.
Ngày 2 tháng 3 năm 1946,gần 300 đại biểu Quốc hội đã họp kỳ thứ nhất tại Nhà hát lớn Hà Nội, do Ngô Tử Hạ, đại biểu cao tuổi nhất làm Chủ tịch kỳ họp. Do cần phải tăng thêm sự liên hiệp quốc dân trong cơ quan quyền lực nhà nước cao nhất, Quốc hội đã biểu quyết tán thành đề nghị của Chủ tịch Hồ Chí Minh là mở rộng thêm 70 đại biểu (đại diện cho Việt Quốc, Việt Cách) không qua bầu cử, theo như văn bản "Mười bốn điều thỏa thuận giữa Việt Nam cách mệnh đồng minh hội, Việt Nam quốc dân đảng, Việt Minh" đã ký kết ngày 23 tháng 12 năm 1945 tại Hà Nội. Sau đó quốc hội đã quyết định thành lập Chính phủ liên hiệp kháng chiến, bầu Hồ Chí Minh làm Chủ tịch và Nguyễn Hải Thần làm Phó Chủ tịch, đồng thời giao cho Chủ tịch và Phó chủ tịch thành lập chính phủ mới.

## Thành viên
Đảng phái:
     Việt Nam Độc lập Đồng minh Hội
     Việt Nam Cách mệnh Đồng minh Hội
     Đảng Dân chủ Việt Nam
     Không đảng phái
Ghi chú: Đảng Cộng sản Đông Dương đã được giải tán ngày 11 tháng 11 năm 1945 do sắc lệnh của Chính phủ lâm thời. Đảng viên của Đảng Cộng sản tham gia chính phủ dưới danh nghĩa Việt Minh.
| Chức danh                            | Cá nhân           | Cá nhân | Xuất thân (đảng phái)            | Ghi chú                                                                      |
| ------------------------------------ | ----------------- | ------- | -------------------------------- | ---------------------------------------------------------------------------- |
| Chủ tịch Chính phủ                   | Hồ Chí Minh       |         | Việt Nam Độc lập Đồng minh Hội   | Kiêm nhiệm cùng chức Bộ trưởng Bộ Ngại giao                                  |
| Phó Chủ tịch Chính phủ lâm thời      | Nguyễn Hải Thần   |         | Việt Nam Cách mệnh Đồng minh Hội |                                                                              |
| Bộ trưởng Bộ Ngoại giao              | Hồ Chí Minh       |         | Việt Nam Độc lập Đồng minh Hội   | Kiêm nhiệm cùng chức Chủ tịch Chính phủ                                      |
| Bộ trưởng Bộ Nội vụ                  | Võ Nguyên Giáp    |         | Việt Nam Độc lập Đồng minh Hội   | Kiêm nhiệm cùng chức Phó Bộ trưởng Quốc phòng (tức Thứ trưởng Bộ Quốc phòng) |
| Bộ trưởng Bộ Tuyên truyền và Cổ động | Trần Huy Liệu     |         | Việt Nam Độc lập Đồng minh Hội   |                                                                              |
| Bộ trưởng Bộ Quốc phòng              | Chu Văn Tấn       |         | Việt Nam Độc lập Đồng minh Hội   |                                                                              |
| Bộ trưởng Bộ Thanh niên              | Dương Đức Hiền    |         | Đảng Dân chủ Việt Nam            | Chủ tịch Đảng Dân chủ Việt Nam                                               |
| Bộ trưởng Bộ Quốc dân Kinh tế        | Nguyễn Tường Long |         | Không đảng phái                  |                                                                              |
| Bộ trưởng Bộ Cứu tế Xã hội           | Nguyễn Văn Tố     |         | Không đảng phái                  |                                                                              |
| Bộ trưởng Bộ Tư pháp                 | Vũ Trọng Khánh    |         | Đảng Dân chủ Việt Nam            |                                                                              |
| Bộ trưởng Bộ Y tế                    | Trương Đình Tri   |         | Việt Nam Cách mệnh Đồng minh Hội |                                                                              |
| Bộ trưởng Bộ Giao thông Công chính   | Đào Trọng Kim     |         | Không đảng phái                  |                                                                              |
| Bộ trưởng Bộ Lao động                | Lê Văn Hiến       |         | Đảng Cộng sản Đông Dương         |                                                                              |
| Bộ trưởng Bộ Tài chính               | Phạm Văn Đồng     |         | Việt Nam Độc lập Đồng minh Hội   |                                                                              |
| Bộ trưởng Bộ Quốc gia Giáo dục       | Vũ Đình Hòe       |         | Đảng Dân chủ Việt Nam            |                                                                              |
| Bộ trưởng Bộ Canh nông               | Cù Huy Cận        |         | Đảng Dân chủ Việt Nam            |                                                                              |
| Bộ trưởng không bộ                   | Nguyễn Văn Xuân   |         | Không đảng phái                  |                                                                              |